# 阿美遠環蚓
阿美遠環蚓（學名：Amynthas amis）又稱阿美遠盲蚓，是鉅蚓科遠環蚓屬的一種蚯蚓，為臺灣特有種動物，分布於臺灣花蓮縣木瓜溪南側海拔245至1500公尺的丘陵地以及臺東縣的延平林道一帶，於2012年被描述發表。本種學名的種小名amis得名自臺灣東部的原住民族阿美族；正模式標本藏於南投縣的特有生物研究保育中心。
阿美遠環蚓的背部為棕色至深棕色，腹部為淺棕色，環帶則為淺橙棕色至深棕色，為體長5.3至18.3公分的中小型蚯蚓，環帶寬3.5至4.4毫米，全身共分成77至115節，第一背孔在第10與第11節或第11與第12節之間。分子種系發生學研究顯示遠環蚓屬中，本種與合歡山遠環蚓關係接近，可能互為姊妹群。